# Aeroportul Addison
Aeroportul Addison (IATA: ADS, ICAO: KADS, FAA LID: ADS) este un aeroport din Texas, Statele Unite ale Americii ce deservește zona Dallas. Aeroportul a fost tranzitat în 2019 de 424 de pasageri.
Situat la o altitudine de 196 m, aeroportul dispune de 1 pistă.

## Infrastructură

### Piste
Aeroportul dispune de o singură pistă. Pista 15/33 are suprafața de asfalt și dimensiunile 7.203 picioare × 100 picioare. 